# Masa (Sprache)
Das Masa, auch Massa, Masana oder Banana genannt, Eigenbezeichnung vùn màsànà, ist eine Sprache, die um die Stadt Bongor im Tschad sowie in angrenzenden Gebieten des Kamerun gesprochen wird. Mit etwa 200.000 Sprechern handelt es sich um eine der bedeutenderen Sprachen der Familie der Tschadischen Sprachen. Es ist umstritten, ob sie dem Biu-Mandara-Zweig dieser Sprachfamilie zugeordnet werden oder als eine eigenständige Untergruppe innerhalb der Tschadischen Sprachen betrachtet werden sollte.

## Lautsystem

### Konsonanten
Das Masa unterscheidet folgende Konsonanten:
|                      | Labiale | Dentale | Laterale | Palatale | Velare | Glottale |
| -------------------- | ------- | ------- | -------- | -------- | ------ | -------- |
| stimmlose Plosive    | p       | t       |          | c        | k      | ʔ        |
| stimmhafte Plosive   | b       | d       |          | j        | g      |          |
| Implosive            | ɓ       | ɗ       |          |          |        |          |
| stimmlose Frikative  | f       | s       | ɬ        |          |        | h        |
| stimmhafte Frikative | v       | z       | ɮ        |          |        | ɦ        |
| Nasale               | m       | n       |          |          | ŋ      |          |

Dazu kommen l, r, w und y.
Mit vielen anderen tschadischen Sprachen teilt das Masa die Existenz von lateralen Frikativen und von Implosiven. Noch ungewöhnlicher ist der Laut ɦ, der in der Dokumentation als stimmhafte Entsprechung von h beschrieben wird.
Alle genannten Konsonanten können am Wortanfang erscheinen. Am Wortanfang können ferner Gruppen von zwei Konsonanten vorkommen, deren zweiter entweder r oder l ist: glís „Nieren“.
Zwischen Vokalen innerhalb eines Morphems gibt es keine stimmlosen, sondern nur stimmhafte Plosive und Frikative (z. B. nur b, z, ɦ, aber kein p, s, h) (dies gilt nicht an der Morphemgrenze). Am Wortende stehen umgekehrt nur die stimmlosen Plosive und Frikative (z. B. nur p, s, h, aber kein b, z, ɦ). Implosive sind am Wortanfang und zwischen Vokalen möglich, nicht jedoch am Wortende, wo zugrundeliegendes ɓ oder ɗ durch ʔ ersetzt wird.
Ähnlich wie im Deutschen geht einem Vokal am Wortanfang immer ein glottal stop /ʔ/ voraus.

### Vokale
Das Masa unterscheidet fünf Vokale a, e, i, o, u. Diese können kurz und lang (dann doppelt geschrieben) vorkommen. Langvokale sind allerdings nicht sehr häufig.

### Ton
Das Masa ist eine Tonsprache. In der praktischen Orthographie der Dokumentation werden zwei Töne unterschieden: Hochton (mit Akut notiert: á) und Tiefton (mit Gravis notiert: à), obwohl es in Einzelfällen drei Kontraste geben kann.
Der Tiefton kann auf tiefem oder auf mittlerem Niveau gesprochen werden. Und zwar ist er tief:
- wenn das Wort mit einem stimmhaften Plosiv oder Frikativ („tonsenkender Konsonant“) beginnt,

und er ist mittelhoch:
- wenn das Wort mit einem anderen Konsonanten beginnt, oder
- in einer nichtersten Silbe, wenn die Silbe davor hochtonig ist.

Der Hochton wird im Allgemeinen auf hohem Niveau gesprochen. Nach einer tieftonigen Silbe kann der Hochton optional auf mittleres Niveau absinken.
Soweit könnte man zwei kontrastierende Töne annehmen und die genaue Aussprache mittels einiger Regeln vorhersagen. Eine Komplikation entsteht jedoch dadurch, dass das Masa ursprünglich pränasalierte Plosive mb, nd und ŋg besaß, die dieselbe tonsenkende Wirkung hatten wie die stimmhaften Plosive b, d und g, jedoch im Masa mit den einfachen Nasalen m, n und ŋ zusammengefallen sind. Deshalb ist die genaue Aussprache nach Nasalen heute nicht immer vorhersagbar. Die eng verwandte Sprache Musey hat die pränasalierten Plosive noch bewahrt. Ein Beispiel für einen so entstandenen Kontrast zwischen Tief- und Mittelton:
|          | Musey | Masa              |
| -------- | ----- | ----------------- |
| „Hunger“ | mày   | mày (mitteltonig) |
| „Tante“  | mbày  | mày (tieftonig)   |

Ein anderer Fall, wo nach Nasal die tieftonige Aussprache vorkommt, ist màʔ „zwei“ (Musey mbà).
Da die Dokumentation aber überwiegend nur zwei Töne unterscheidet, wird im Folgenden die vereinfachte Zweitonnotation benutzt, obwohl dadurch gelegentliche Kontraste verlorengehen.

### Kontextform und Pausalform
Die meisten Wörter des Masa unterscheiden zwei Formen: eine Kontextform und eine Pausalform (am Ende einer Phrase; vor Sprechpause). Gegenüber der Kontextform weist die Pausalform am Ende einen zusätzlichen Vokal auf. Details werden bei den einzelnen Wortarten besprochen. Manche Wörter kennen diese Unterscheidung nicht, zum Beispiel Präpositionen (da diese naturgemäß nur in der Kontextform stehen können), aber auch bestimmte andere Wörter wie die Numeralia màʔ „2“, ɦìdí „3“ und fíɗì „4“ sowie ein Teil der Eigennamen sind unveränderlich.

## Personalpronomen
Im Gegensatz zum Deutschen machen die Personalpronomina des Masa einen Genusunterschied auch in der 2. Pers. sg. und differenzieren in der 1. Pers. pl. eine inklusive Form (Angesprochener eingeschlossen: „ich und du/ihr“) und eine exklusive Form („ich und andere“).
|                   | Personalpronomen | Suffix            | Possessivpronomen (alienabel) |
| 1. sg. „ich“      | àn(ú)            | -an(u)            | vàn(ú)                        |
| 2. sg. mask. „du“ | àŋ(ú)            | -aŋ(u)            | vàŋ(ú)                        |
| 2. sg. fem. „du“  | àk(ú)            | -ak(u)            | vàk(ú)                        |
| 3. sg. mask. „er“ | àm(ú) ~ àlàm(ú)  | -am(u) ~ -alam(u) | vàm(ú) ~ vàlàm(ú)             |
| 3. sg. fem. „sie“ | nàʔ(á)           | -aʔ(a)            | vàʔ(á)                        |
| 1. pl. inkl.      | áy(à)            | -ey(a)            | vày(á)                        |
| 1. pl. exkl.      | úmáʔ(à)          | -maʔ(a)           | vùmàʔ(á)                      |
| 2. pl. „ihr“      | íkíy(à)          | -(i)kiy(a)        | vìkìy(á)                      |
| 3. pl. „sie“      | ísíy(à)          | -(i)siy(a)        | vìsìy(á)                      |

Die zusätzlichen Endvokale der Pausalform stehen in Klammern.
Die 3.sg.mask. besitzt eine kürzere und eine längere Variante, zwischen denen kein Bedeutungsunterschied erkennbar ist.
Die Pronomina der 3.pl. können nur mit Bezug auf Personen verwendet werden.
Die Suffixe hängt man entweder an Substantive – in possessiver Bedeutung – oder an Verben – zur Bezeichnung des Objekts. Der Ton der Suffixe wird von der vorangehenden Silbe übernommen; der auslautende Vokal der Pausalform ist meist tieftonig, doch ist er nach Tiefton manchmal auch als hochtonig dokumentiert. Demnach heißt „mein“ entweder -ánù oder -ànù ~ -ànú. Auch der Vokal -a- der Suffixe kann sich dem Vokal der vorangehenden Silbe angleichen; dies scheint in der 3.sg.mask. (-am, -alam) fast obligatorisch, bei den anderen Suffixen aber deutlich seltener zu sein.

## Substantiv

### Kontextform und Pausalform
Alle Substantive unterscheiden zwischen einer Pausalform und einer Kontextform. Die Pausalform fügt am Ende einen zusätzlichen Vokal an. Man kann diskutieren, ob die Pausalform die zugrundeliegende ist und im Kontext der Auslautvokal verlorengeht, oder ob die Kontextform die zugrundeliegende ist und vor Pause ein Vokal hinzugefügt wird. Im Folgenden werden Substantive meist in der (kürzeren) Kontextform zitiert, die in der Praxis die häufigere ist.
Bei Substantiven ist der auslautende Vokal der Pausalform grundsätzlich nach folgenden Regeln vorhersagbar:
- Er ist immer tieftonig.
- Er ist meist eine Kopie des Vokals der vorangehenden Silbe.
- Nach -aʔ- oder -ay- steht der Auslautvokal -à, nach -a- plus anderem Konsonanten steht -ì.
- Wenn der Stamm auf Vokal endet, werden er und der Auslautvokal der Pausalform durch einen glottal stop (ʔ) getrennt.

Beispiele:
|             | Kontextform | Pausalform |
| „Brunnen“   | kár         | kárì       |
| „Chef“      | múl         | múlù       |
| „Ei“        | zè          | zèʔè       |
| „Frauen“    | bóy         | bóyò       |
| „Kalebasse“ | dùt         | dùtù       |
| „Kind“      | gòr         | gòrò       |
| „Körper“    | tùw         | tùwù       |
| „Mensch“    | sà          | sàʔà       |
| „Rind“      | pùt         | pùtù       |

### Geschlecht
Das Masa besitzt eine Unterscheidung zwischen den beiden grammatischen Geschlechtern Maskulinum und Femininum, wobei Pluralformen kein Geschlecht unterscheiden. Man kann auch eine gemeinsame Kategorie Numerus+Geschlecht annehmen mit den drei Ausprägungen Maskulinum – Femininum – Plural.
Das Geschlecht ist vor allem an der Form des bestimmten Artikels erkennbar. Bei Personen und Bezeichnungen größerer Tiere fällt das grammatische mit dem natürlichen Geschlecht zusammen. Bei Dingen ist das Geschlecht im Prinzip lexikalisch festgelegt; so gelten etwa tìl „Mond“ und cèʔ „Axt“ als Maskulinum, dagegen fát „Sonne, Tag“, bùr „Tag“, hènjè „Nacht“, ìr „Auge“, gú „Baum“, làw „Wort“ und và „Sache“ als Femininum. Nicht wenige Substantive können sowohl als Maskulinum wie als Femininum konstruiert werden, was dann einen Gegensatz groß vs. klein zum Ausdruck bringt: fó (mask.) „(größere) Straße“, fó (fem.) „(kleiner) Weg“.

### Plural
Nur ein Teil der Substantive bildet im Masa Pluralformen, vor allem Bezeichnungen von Lebewesen. Die Formen sind nicht völlig regelmäßig. Übliche Pluralendungen sind -áy, -éy, -íy und -íyá:
- cèʔ „Axt“ – cèɗéy „Äxte“
- múl „Chef“ – múlíyá „Chefs“
- bànà „Freund“ – bàníy „Freunde“
- vèt „Hase“ – vètéy „Hasen“
- dùt „Kalebasse“ – dùtéy „Kalebassen“
- hùrùm „Krokodil“ – hùrùmáy „Krokodile“
- jùf „Mann“ – jùfáy „Männer“

Nach Vokal kann die Pluralendung -gáy lauten:
- másá „Masa-Mann“ – máságáy „Masa-Leute“
- dòmò „Muslim“ – dòmògáy „Muslime“

Eine Reihe von Pluralformen sind ganz unregelmäßig, darunter:
- cà „Frau“ – bóy „Frauen“
- dìr „Hund“ – dùrnéy „Hunde“
- gòr „Kind“ – gùrò „Kinder“
- sà „Mensch“ – sùm „Menschen, Leute“
- pùt „Rind“ – lúwéy „Rinder“
- ɦù „Schaf/Ziege“ – fók „Schafe/Ziegen“

Bezeichnungen für Unzählbares wie nìy „Wasser“, mír „Milch“, ɬìw „Fleisch“, wá „Hirse“, súŋkù „Geld“ werden grammatisch als Plurale behandelt.

## Bestimmter Artikel
An Substantive können Suffixe gehängt werden, die in ihrer Funktion annähernd, wenn auch nicht exakt dem bestimmten Artikel des Deutschen entsprechen. Die Form lautet:
- -n(à) bei Maskulina und Pluralen
- -t(à) bei Feminina

Das Substantiv steht vor dem Artikel normalerweise in der Kontextform. Eine Ausnahme bildet sùm „Leute“, das mit Artikel sùmù-nà lautet.
Der Artikel unterscheidet seinerseits eine Pausalform und eine Kontextform. In der Kontextform entfällt der auslautende Vokal. In Einzelfällen steht aber die Pausalform statt der zu erwartenden Kontextform, wo sonst unaussprechbare Konsonantengruppen entstehen würden: pùt-tà klànì „diese Kuh“ (statt *pùt-t klànì).
Endung -nà bei Maskulina und Pluralen:
- cítá „Arbeit“ – cítánà „die Arbeit“
- cèʔ „Axt“ – cèʔnà „die Axt“
- ɬìw „Fleisch“ – ɬìwnà „das Fleisch“
- bóy „Frauen“ – bóynà „die Frauen“
- dùtéy „Kalebassen“ – dùtéynà „die Kalebassen“

Nach vielen Konsonanten wird -n- assimiliert:
- múl „Chef“ – múllà „der Chef“
- ŋàf „Kampf“ – ŋàfmà „der Kampf“
- tìl „Mond“ – tìllà „der Mond“
- bàŋàl „Platz“ – bàŋàllà „der Platz“
- fók „Schafe/Ziegen“ – fókŋà „die Schafe/Ziegen“

Die Gruppe -r-n- kann zu einem einfachen -r- mit Ersatzdehnung des vorangehenden Vokals werden; man findet aber auch Notationen, wo diese Erscheinung unterbleibt:
- kár „Brunnen“ – káárà „der Brunnen“
- mír „Milch“ – míírà ~ mírrà „die Milch“
- gòr „Kind“ – gòrrà „das Kind/der Junge“

Endung -tà bei Feminina:
- nàgà „Erde“ – nàgàtà „die Erde“
- fát „Sonne“ – fáttà „die Sonne“

Zwischen Vokalen kann -t- zu -d- werden. Die Notation ist hier uneinheitlich; -t- und -d- stehen zwischen Vokalen praktisch nicht in Opposition:
- cà „Frau“ – càtà ~ càdà „die Frau“

Nach vielen Konsonanten wird -t- assimiliert:
- bél „Augenkrankheit“ – béldà „die Augenkrankheit“
- ɬèk „Huhn“ – ɬèkkà „das Huhn“
- háráŋ „Licht“ – háráŋgà „das Licht“
- hùm „Ohr“ – hùmbà „das Ohr“

Die Gruppe -r-t- kann zu einem einfachen -d- mit Ersatzdehnung des vorangehenden Vokals werden, doch ist auch hier die Dokumentation nicht einheitlich:
- pìr „Morgendämmerung“ – pììdà „die Morgendämmerung“
- bùr „Tag“ – bùrtà „der Tag“

Durch den bestimmten Artikel lassen sich zuweilen eine maskuline und eine feminine Bedeutung differenzieren:
- pùt „Rind“ – pùtnà „der Stier“ – pùttà „die Kuh“
- gòr „Kind“ – gòrrà „der Junge“ – gòrtà „das Mädchen“

Unter Umständen können auch solche Substantive, die keine Pluralform besitzen, den Unterschied zwischen Singular und Plural durch den bestimmten Artikel deutlich machen:
- bùzà „Jahr, Jahre“ – bùzàtà „das Jahr“ – bùzànà „die Jahre“
- ìr „Auge, Augen“ – ìrtà „das Auge“ – ììrà „die Augen“

Eigennamen werden nicht mit Artikeln verbunden.

## Unbestimmter Artikel
Man kann dem Substantiv auch einen unbestimmten Artikel nachstellen. Dieser lautet: márá(ʔà) (mask.) / tárá(ʔà) (fem.) / sárá(ʔà) (plural) (eingeklammert die Endungen der Pausalform). Ein Substantiv als Subjekt muss immer entweder von einem bestimmten oder einem unbestimmten Artikel begleitet werden. Bei Substantiven in anderen syntaktischen Rollen ist der unbestimmte Artikel dagegen entbehrlich.
gùy márá càl-àʔ wà
Schlange ART.INDEF beißen(Perfekt)-sie(fem.sg.) PERF
„eine Schlange hat sie gebissen“
sùm sárá màʔ yòwá
Männer ART.INDEF zwei aufstehen(Perfekt)
„zwei Männer / zwei von den Männern standen auf“

## Demonstrativa
Man unterscheidet zwischen anaphorischen und deiktischen Demonstrativa. Wenn das Demonstrativum anaphorisch ist, also im Sinne von „dieser genannte“ steht, so gebraucht man die Konstruktion Substantiv – Personalpronomen – Artikel. Die Pluralform ist nur für Personen verwendbar:
- sà àm-mà „dieser (erwähnte) Mann“
- cà nàʔ-tà „diese (erwähnte) Frau“
- ɦù nàʔ-tà „diese (erwähnte) Ziege“
- fát nàʔ-tà „dieser (erwähnte) Tag“
- sùm ísí-nà „diese (erwähnten) Leute“
- lúwéy àm-mà „diese (erwähnten) Rinder“ (Singular, da keine Personenbezeichnung)

Dagegen gilt für deiktische Demonstrativa das Konstruktionsschema Substantiv – Artikel – Demonstrativum. Es gibt eine ganze Anzahl von deiktischen Demonstrativa mit jeweils speziellen lokalen Implikationen, so etwa kàynì „dieser in meiner Hand“, klànì „dieser, der kommt“, zòwnì „dieser in stehender Position“, tànì „dieser in liegender Position“, dàmnì „dieser in sitzender Position“, làkŋì „diese (pluralisch, ohne Angabe der Position)“ etc. Wie man sieht, sind diese alle mit der Silbe -nì zusammengesetzt.
- dùt-t kàynì „diese Kalebasse (hier in meiner Hand)“
- cà-t dàmnì „diese Frau(, die da sitzt)“
- gú-n zòwnì „dieser Baum(, der da steht)“
- pùt-tà klànì „diese Kuh(, die herkommt)“
- lúwéy-n làkŋì „diese Rinder“

Zeitausdrücke können auch unmittelbar mit dem Suffix -nì verbunden werden:
- hènjè-nì „diese Nacht; heute Nacht“

## Adjektiv
Das Konstruktionsschema lautet: Substantiv – Attributmarker má (mask.) / tá (fem.) / sá (plural) – Adjektiv:
- sá má fíyókò „ein langer (gemeint: großer) Mensch“

Der bestimmte Artikel tritt hinter die ganze Gruppe:
- sá má fíyók-ŋà „der lange (gemeint: große) Mensch“
- dùt má ŋól-nà „die große Kalebasse“
- và má ŋáá-nà „die gute Sache“
- cà tá ŋól-tà „die 'große' Frau“, gemeint: „die Hauptfrau / Hauptgemahlin“
- pùt má ɬáw-nà „der rote Stier“
- ɬèk-ká cá-tà „das Huhn“ (ɬèk „Hahn/Huhn“, tá hier zu ká assimiliert, cá „weiblich“)

Das Adjektiv ŋòl(ò) „groß“ kann, besonders in Verbindung mit pluralische Personenbezeichnungen, in der pluralischen Variante ŋúló erscheinen:
- sùm sà ŋúló-nà „die großen Männer“

Die etwas anders konstruierte Verbindung sùmù-n ŋòlò (das Adjektiv folgt dem Artikel) bedeutet „viele Männer“.
Nach dem Attributmarker má / tá / sá können auch verschiedene andere Arten von Attributen stehen, die nicht im engeren Sinne Adjektive sind, wie in den folgenden Beispielen:
nàgà tá Síyék-kà
Dorf ATTR Siyeke-ART
„das Dorf Siyeke“
sà má réy-nà
Mann ATTR Magie-ART
„der Zauberer“
sà má sìy-àŋ fíyók-ŋà
Mann ATTR Zahn-dein lang-ART
„du Mann mit langen Zähnen / du langzahniger Mann“

## ein anderer, der andere
„Ein anderer“ heißt héʔè (Kontextform hé) und wird dem Substantiv unmittelbar nachgestellt. „Der andere“ wird ausgedrückt durch die Konstruktion Substantiv – Artikel – hé – Artikel:
- cà héʔè „eine andere Frau“
- ɦù-t hé-tà „die andere Ziege“
- lúwéy-n hé-nà „die anderen Rinder“

Mit pluralischen Personenbezeichnungen verwendet man die Form séhégé:
- bóy-n séhégé-nà „die anderen Frauen“

## alle
Ein Ausdruck für „alle“ ist káf (Variante háf; Pausalform káfì, aber auch káf ist möglich). Er wird dem Substantiv nachgestellt, das den bestimmten Artikel tragen muss:
- fùt-t káfì „alles Mehl; das ganze Mehl“

## Komposita
Zwei Substantive können zu einem Kompositum zusammengefügt werden. Der Artikel folgt dann der ganzen Verbindung:
- ìr „Auge“ + zìy „Haus“ → ìr-zìy-tà „das Hausauge“ = „das Fenster“
- nìy „Wasser“ + lòw „Himmel“ → nìy-lòw-nà „das Himmelswasser“ = „der Regen“
- mùl „Öl“ + yúm „Biene“ → mùl-yúm-mà „das Bienenöl“ = „der Honig“

## Possession
Es steht immer die Abfolge Possessum – Possessor. Es sind zwei Konstruktionen für inalienable Possession bzw. alienable Possession zu unterscheiden.

### inalienabel
Bei inalienabler Possession folgen beide Elemente direkt aufeinander. Wenn der Possessor pronominal ist, wird er als Suffix an das Substantiv angehängt (Formen oben im Abschnitt „Personalpronomen“). Beispiele:
- ìr „Auge“ – ìr-àn(ù) „mein Auge“ – ìr-àk(ù) „dein(fem.) Auge“ – ìr-ìm(ù) „sein Auge“
- jùf „Ehemann“ – jùf-àn(ù) „mein Ehemann“ – jùf-àʔ(à) „ihr(fem.sg.) Ehemann“ – jùf-kìy(à) „euer Ehemann“ – jùf-sìy(á) „ihr(pl.) Ehemann“
- súmáy „Eltern“ – súmíy-ón(ù) „meine Eltern“ – súmíy-áʔ(à) „ihre(fem.) Eltern“ – súmíy-máʔ(à) „unsere Eltern“
- sè „Fuß“ – sè-n(ù) „mein Fuß“ – sè-lèm(ù) „sein Fuß“
- dèl „Hals“ – dèl-èn(ù) „mein Hals“ – dèl-èʔ(è) „ihr(fem.) Hals“
- yá „Kopf“ – yá-n(ù) „mein Kopf“ – yá-m(ù) ~ yá-lám(ù) „sein Kopf“ – y-ísíy(à) „ihr(pl.) Kopf“
- tùw „Körper“ – tùw-àn(ù) „mein Körper“ – tùw-àm(ù) ~ tùw-ùm(ù) „sein Körper“ – tùw-àʔ(à) „ihr(fem.) Körper“ – tùw-èy(à) „unser(incl.) Körper“ – tùw-màʔ(à) „unser(excl.) Körper“ – tùw-sìy(à) „ihr(pl.) Körper“
- vùn „Mund“ – vùn-àn(ù) „mein Mund“ – vùn-àŋ(ù) „dein(mask.) Mund“ – vùn-ùm(ù) „sein Mund“ – vùn-àʔ(à) „ihr(fem.) Mund“
- bú „Vater“ – bú-n(ù) „mein Vater“ – bú-ŋ(ù) „dein(mask.) Vater“ – bú-m(ù) „sein Vater“ – bú-síy(à) „ihr(pl.) Vater“
- sú „Mutter“ – sú-lúm(ù) „seine Mutter“

Unter nicht ganz klaren Bedingungen kann zusätzlich zum Possessivsuffix der bestimmte Artikel stehen. Der Artikel kann dann den Effekt haben, dass das Genus desambiguiert wird:
- ɓàsú „Bruder/Schwester“ + ànú „ich“ + nà (Artikel) -> ɓàsú-n-nà „mein Bruder“
- ɓàsú-n-tà „meine Schwester“
- ɓàsú-lúm-nà „sein Bruder“
- ɓùsíy-óʔ-nà „ihre(fem.) Brüder/Schwestern“

Wenn der Possessor nominal ist, nimmt das Possessum bei bestimmten Vokabeln eine Endung -(u)m an, vermutlich eine Verkürzung aus dem Possessivsuffix der 3.sg.mask. Nur am Ende der ganzen Gruppe kann der bestimmte Artikel stehen. Die Informationen sind unklar bezüglich der Frage, ob dieser Artikel dann mit dem Possessor oder dem Possessum kongruiert; beide Situationen sind belegt:
- sú-m múl-là „die Mutter des Chefs“ (maskuliner Artikel wegen „Chef“)
- ɓàs-úm gàzìsù-tà „die Schwester von Gazisu(Männername)“ (femininer Artikel wegen „Schwester“)
- yá-m ɦù-tà „der Kopf der Ziege“
- yá-m zìy-tà „der Kopf (= das Dach) des Hauses“
- bú-m zìy-nà „der Vater des Hauses (= der Familie)“
- nàs-ún(ù) „mein Onkel mütterlicherseits“ – nàs-úm gàzìsù „der Onkel mütterlicherseits von Gazisu“

Bestimmte andere Vokabeln kommen als Possessum ohne -(u)m aus:
- jùf-àn(ù) „mein Ehemann“ – jùf bàgàwtà „der Ehemann von Bagawta(Name)“
- súmáy gàzìsù „die Eltern von Gazisu(Name)“

### alienabel
Bei alienabler Possession tritt zwischen Possessum und Possessor ein Element vì. Possessum und Possessor können beide unabhängig voneinander den bestimmten Artikel annehmen. Der Artikel des Possessums hat vor vì die volle Form und nicht die Kontextform:
- pùt-tà vì Gàzìsù „die Kuh von Gazisu(Name)“
- nùk-ŋà vì kù-tà „der Rauch des Feuers“
- dùt-nà vì cà-tà „die Kalebasse der Frau“

Auf vì kann auch ein Personalpronomen folgen. Dabei treten folgende Besonderheiten auf:
- das -ì entfällt
- das n- von nàʔ(á) „sie(fem.)“ entfällt
- das Tonmuster der Pronomina wird in dieser Verbindung auf tief-hoch vereinheitlicht

Die entstehenden Verbindungen sind oben im Abschnitt „Personalpronomen“ aufgeführt. Beispiele:
- ɦù-tà v-ànú „meine Ziege“
- ɦù-tà v-àmú „seine Ziege“
- ɦù-tà v-ùmàʔá „unsere Ziege“
- lúwéy-nà v-ànú „meine Rinder“
- múl-là v-ùmàʔá „unser Chef“

Im Gegensatz zu den Relationen „Ehemann“ und „Eltern“ gelten die Relationen „Ehefrau“ und „Kinder“ als alienabel:
- cá-tà v-ànù „meine Frau“
- gòr-rà v-ànú „mein Sohn“
- gùrò-nà v-àʔá „ihre(fem.) Kinder“

Das Possessum kann auch mit dem unbestimmten Artikel verbunden werden:
- cà tàrà v-àŋú „eine von deinen Frauen“

Ein Adjektiv folgt auf die ganze Gruppe, wobei der Artikel dann zweimal gesetzt wird:
pùt-tà v-àn tá ŋáá-tà
Kuh-ART mein ATTR gut-ART
„meine gute Kuh“
In bestimmten Fällen besteht eine Alternative zwischen der inalienablen und der alienablen Konstruktion mit Bedeutungsunterschied:
- bàk-ànù „meine Haut (= die Haut meines Körpers)“
- bàk-ŋà v-ànú „meine Haut (= das mir gehörende Tierfell)“

## Verb

### Kontextform und Pausalform
Auch Verben unterscheiden eine Kontextform und eine Pausalform. Die Pausalform ist prinzipiell am Ende um einen Vokal verlängert. Wenn die Kontextform auf einen Konsonanten ausgeht, so erhält die Pausalform am Ende ein zusätzliches -a. Wenn die Kontextform auf einen Vokal ausgeht, erhält die Pausalform einen zusätzlichen glottel stop (ʔ) plus einen Vokal, meist ebenfalls -a, bei kurzen Verben aber auch andere Vokale, so bei „essen“ (Kontextform ti, Pausalform tiʔe).
Der Ton von Verben ist weitgehend aus der grammatischen Form vorhersagbar, siehe den nächsten Abschnitt.

### Perfekt- und Imperfektstamm
Verben unterscheiden einen Perfekt- und einen Imperfektstamm, die sich nur durch den Ton unterscheiden. Dabei ist zu unterscheiden, ob der erste Konsonant des Verbs einer der tonsenkenden Konsonanten ist oder nicht (siehe dazu oben den Abschnitt „Ton“).
Zunächst der Fall, dass der erste Konsonant tonsenkend ist. Hierzu gehören stimmhafte Plosive oder Frikative, aber auch (nicht voll vorhersagbar) einige Fälle von Nasalen. Dann ist der Perfektstamm hochtonig und der Imperfektstamm tieftonig. Der Zusatzvokal in der Pausalform (in der Tabelle eingeklammert) ist immer polar zum Stamm, d. h., er hat den entgegengesetzten Ton:
|            | Perfekt | Imperfekt |
| „erhitzen“ | zál(à)  | zàl(á)    |
| „geben“    | vúl(à)  | vùl(á)    |
| „kommen“   | má(ʔà)  | mà(ʔá)    |

Nun der Fall, dass der erste Konsonant nicht tonsenkend ist. Hierzu gehören (nicht voll vorhersagbar) auch einige Fälle von Nasalen. Dann ist umgekehrt der Perfektstamm tieftonig (d. h. phonetisch mitteltonig) und der Imperfektstamm hochtonig:
|            | Perfekt  | Imperfekt |
| „essen“    | tì(ʔé)   | tí(ʔè)    |
| „schreien“ | cìrì(ʔá) | círí(ʔà)  |
| „sterben“  | mìt(á)   | mít(à)    |

### Perfektpartikel wà
Die am Satzende stehende Partikel wà verleiht dem Satz Perfektbedeutung. Sie steht naturgemäß normalerweise zusammen mit dem Perfektstamm des Verbs. Die genaue Funktion dieser Partikel wäre noch zu untersuchen; jedenfalls kann sie nicht in negierten Sätzen stehen:
ɦù-t mùt wá-nà wà
Ziege-ART essen(Perfekt) Sorghum-ART PERF
„die Ziege hat das Sorghum gefressen“
nàʔ vúl-sì ɦù-tà wà
sie gab-ihnen Ziege-ART PERF
„sie gab ihnen eine/die Ziege“
àn kàlà wà
ich ging-fort PERF
„ich bin schon gegangen“ (eine Formel, um sich zu verabschieden)

### Imperativ
Im Imperativ hat der Verbalstamm weder den Tonverlauf des Perfekt- noch des Imperfektstamms, sondern ist immer tieftonig. Nach dem Verb muss ein Pronomen der 2. Person oder der 1. Pers. pl. incl. folgen:
- t-àŋ(ù) „iss! (Mann)“ – t-àk(ù) „iss! (Frau)“ – t-ìgì(yà) „esst!“ – t-èy(à) „lass uns essen!“
- n-àŋ(ù) „geh! (Mann)“ – n-àk(ù) „geh! (Frau)“ – n-ìgì(yà) „geht!“ – n-èy(à) „lass uns gehen!“
- c-ìkìy(à) „trinkt!“

### Optativ
Denselben tieftonigen Stamm wie im Imperativ kann man auch in anderen Zusammenhängen verwenden. Er hat dann die Bedeutung einer Wunschform:
àŋ d-ùm á-là àm vùl-àn wá-nà
du sagen-ihm dass er gibt(Opt.)-mir Hirse-ART
„du sagst ihm, dass er mir die Hirse geben soll“
Wenn dem Verb im Optativ nur ein Pronominalsuffix der 3. Person folgt, so ist dieses als Objekt zu verstehen, und als Subjekt wird ein unpersönliches Subjekt „man“ unterstellt:
- c-ùm(ù) „man soll ihn schlagen“

### Pluralverben
Für einzelne Verben ist belegt, dass sie unterschiedliche Stämme verwenden, je nachdem ob das Subjekt singularisch oder pluralisch ist. Hierher gehört fòk (sg.) / yòw (pl.) „aufstehen“:
- àm fòk kúlóʔò „er stand auf“
- ísí yòw kúlóʔò „sie standen auf“

(kúlóʔò, Pausalform kúló, bedeutet „auf, nach oben“)

### Hilfsverben
Es existiert eine Reihe von Hilfsverben, die dem Verb vorangestellt werden können, um die Bedeutung zu präzisieren. Hierzu gehören:
- mà, Imperfekt des Verbs für „kommen“, zusammen mit einem anderen Verb im Imperfekt drückt ein Futur aus:

àn mà d-ùmú
ich komme sage(Impf.)-ihm
„ich werde ihm sagen“
àn mà vùl-àŋ-káʔ síwì
ich komme gebe(Impf.)-dir-es übermorgen
„ich werde es dir übermorgen geben“
- fòk ~ yòw, Perfekt von „aufstehen“, vor einem Verb im Imperfekt bezeichnet den Beginn einer Handlung:

ísí yòw túɗà
sie aufstehen gehen(Impf.)
„sie gingen los“
- mùs, eigentlich Perfekt des Verbs für „sitzen, bleiben“, vor einem Verb im Imperfekt bezeichnet ebenfalls den Beginn einer Handlung und impliziert dabei ein sitzendes Subjekt:

àm mùs t-úmù
er sitzen essen(Impf.)-es
„er begann, es zu essen (im Sitzen)“
- hòt, Perfekt von „zurückkehren“, vor einem Verb im Imperfekt steht für „nochmals tun“:

àm hòt dà á-là
er zurückkehren sagen(Impf.) dass
„er sagte nochmals, dass…“
- Das mit dem Imperfekt kombinierbare Element gé, das aber nicht vor dem Verb, sondern am Satzende steht, drückt eine Bitte aus:

àŋ vùl-àn páá gé
du geben(Impf.)-mir Tabak bitte
„bitte gib mir Tabak!“

## Pronominales Objekt
Das pronominale Objekt wird durch dieselben Personalsuffixe ausgedrückt, die auch als Possessivsuffixe dienen:
- ísí c-àʔ(à) „sie töteten sie(fem.)“
- àn sél-éʔ(è) „ich fülle sie(fem.)“
- áy mà w-áʔ(à) „wir werden sie(fem.) sehen“
- àm céɗ-ém(ù) „er schneidet ihn/es“
- ísí t-ùm(ù) „sie aßen es“
- àn kús-úm(ù) „ich schneide ihn“
- yá-n ɓás-án(ù) „mein Kopf sticht mich (= tut mir weh)“
- bóy-n lút-úm(ù) „die Frauen mahlen es“

Man unterscheidet formal nicht zwischen Akkusativ und Dativ:
- nàʔ vúl-úm „sie gab ihn“ = „sie gab ihm“

In zwei Situationen kann ein Verb zwei Suffixe haben, nämlich (1) wenn Suffixe in dativischer und in akkusativischer Bedeutung aufeinander folgen (sie müssen in dieser Reihenfolge stehen), oder (2) wenn ein Objektsuffix auf ein Subjektssuffix folgt, was im Imperativ vorkommt. In diesem Fall wird vor das zweite Suffix (jedenfalls in der dritten Person) ein -t- eingeschoben, das sich aber einem vorangehenden Konsonanten assimiliert:
- c-ìkì „trinkt (ihr)!“ + áʔà „sie“ > c-ìkì-táʔà „trinkt sie(fem.sg.)!“
- làk-àk(ù) „stelle (du, Frau)!“ + -ùm(ù) > làk-àk-kùm „stelle ihn!“ (-kt- > -kk-)
- ɮó hòt-òm-bàʔá „ɮó(Name) gab sie(-àʔá) ihm(-òm) zurück“ (-mt- > -mb-)

## Dativ
Der nominale Dativ wird durch die Präposition mì umschrieben:
cà-t vúl fù-nà mì gòr-rà
Frau-ART geben(Perfekt) Brei-ART DAT Junge-ART
„die Frau gab dem Jungen den Brei“

## Präpositionen
Andere Präpositionen sind etwa:
- kày „auf“
- kàt „bei“
- kúʔ „in, unter“
- kúɗ „mit (vorwiegend komitativ)“
- zìʔ (Variante: ɦìʔ) „mit (vorwiegend instrumental)“
- bày „ohne“

Einige Präpositionen sind mit Körperteilbezeichnungen identisch:
- ìr „Auge“ = „vor“
- bògól „Rücken“ = „hinter“

Präpositionen können vor Substantiven sowie vor Personalsuffixen stehen:
- kúɗ-án(ù) „mit mir“ – kúɗ-áŋ(ù) „mit dir“ – kúɗ-úm(ù) „mit ihm“ – kúɗ-áʔ(à) „mit ihr“
- bògól-ón(ù) „hinter mir“ – bògòl-sìy(à) „hinter ihnen“
- kàt-àʔ(à) „bei ihr“
- k-àŋ(ù) „auf dich“

Angaben des Ortes oder der Richtung können ganz auf eine Präposition verzichten:
àm kàl fúlù
er gehen(Perf.) Busch
„er ging in den Busch“

## Positionsadverbien
Charakteristisch für das Masa sind Positionsadverbien wie zòw „stehend“, dàm „sitzend“, wàŋ „liegend“, làk „sich zu mehreren befindend“ und kày „in der Hand“, die am Satzende stehen und die Position der Verbalhandlung präzisieren:
nàʔ tíy dàm
sie weint(Imperf.) sitzend
„sie sitzt da und weint“
àm bárá wà vùn pày-t zòw
er lauerte(Perf.) PERF Mund Absperrung-ART stehend
„er lauerte im Stehen am Eingang der Absperrung“
àm fì zè júfúl làk
er fand(Perf.) Ei Ente zu-mehreren
„er fand Enteneier (zusammen an einem Ort)“
ɮó cò wà ɦìʔ ɓíné-t k-àlàm kày
ɮó(Name) kam(Perf.) PERF mit Netz-ART auf-ihm in-der-Hand
„ɮó kam mit dem Netz in der Hand an“

## Syntax

### Verbalsatz
Die normale Wortstellung ist Subjekt – Verb – Objekt:
cà-t yì fù-nà
Frau-ART kochen(Imperfekt) Brei-ART
„die Frau kocht den Brei“
Vor dem Verb steht das pronominale Subjekt in der Kontextform:
- nàʔá „sie“ + jàŋá „laufen (Imperfekt)“ -> nàʔ jàŋá „sie läuft“
- àlàmú „er“ + kàlá „gehen (Perfekt)“ + jìyà „draußen/hinaus“ -> àlàm kàl jìyà „er ging hinaus“

Auch das nominale Subjekt steht in der Kontextform außer in Sonderfällen, wo die Pausalform bevorzugt wird, um die Aussprache zu erleichtern:
- ɦù-tà „die Ziege“ + jàŋá „laufen (Imperfekt)“ -> ɦù-t jàŋá „die Ziege läuft“
- kúlúm-nà „das Pferd“ + jàŋá „laufen (Imperfekt)“ -> kúlúm-n jàŋá „das Pferd läuft“
- gòr-rà „der Junge“ + cì „schlagen (Perfekt)“ + -ísìyà „sie(pl.)“ -> gòr-rà c-ísìyà „der Junge schlug sie“ (statt *gòrr císìyà)

Auch das Verb steht vor dem Objekt in der Kontextform:
- ànú „ich“ + tóʔà „zerbrechen (Imperfekt)“ + dùt-tà „die Kalebasse“ -> àn tóʔ dùt-tà „ich zerbreche die Kalebasse“
- ànú „ich“ + gúsà „kaufen (Perfekt)“ + kúlúm-nà „das Pferd“ -> àn gús kúlúm-nà „ich habe das Pferd gekauft“

### Verbserialisierung
Zwei Verben können direkt aufeinanderfolgen. Dies kommt u. a. in Verbindung mit Modalverben vor:
mú-l mín kálà
Chef-ART wollen(Imperfekt) fortgehen(Imperfekt)
„der Chef will fortgehen“

### Nichtverbalsatz
Bei substantivischem Prädikat steht die Kopula mì (mask.) / tì (fem.) / sì (plural). Das substantivische Prädikat steht entweder ohne oder mit bestimmtem Artikel, aber nicht mit unbestimmtem Artikel:
- àn mì múlù „ich bin Chef“
- àm mì múlù „er ist Chef“
- àm mì múl-là „er ist der Chef“
- kàyn tì bár-tà „das ist eine Heuschrecke“ (das Masa verwendet hier den bestimmten Artikel, wo im Deutschen der unbestimmte Artikel angebracht ist)

Bei adjektivischem Prädikat ist keine Kopula nötig, sofern ein dauerhafter Zustand bezeichnet wird:
- ànú „ich“ + ŋòlò „groß“ -> àn ŋòlò „ich bin groß“
- àmú „er“ + ŋààʔà „gut“ -> àm ŋààʔà „er ist (grundsätzlich) gut“

Bei vorübergehender adjektivischer oder adverbialer Prädikation steht dagegen die Kopula ká (Pausalform káʔà) „sein, existieren“:
àm ká fúlù
er KOP Busch
„er ist im Busch“
àm ká dàm
er KOP dort-sitzend
„er ist dort-sitzend / er sitzt dort“
àŋ ká ŋàà sù
du KOP gut FRAGE
„bist du (gerade) gut?“, gemeint: „geht es dir gut?“
kùlùf-n ká ŋòlò
Fisch-ART KOP groß
„es gibt viele Fische“

### Negation
Die Negation wird durch ɗì „nicht“ am Satzende bezeichnet:
- nàʔ jàŋá „sie läuft“ – nàʔ jàŋ ɗì „sie läuft nicht“
- àm ŋààʔà „er ist gut“ – àm ŋààʔ ɗì „er ist nicht gut“
- àm ŋòlò „er ist groß“ – àm ŋòl ɗì „er ist nicht groß“
- àm mì múlù „er ist Chef“ – àm mì múl ɗì „er ist nicht Chef“

Auch der Imperativ kann durch ɗì negiert werden, allerdings wird beim negierten Imperativ das suffigierte Personalpronomen nur im Plural und nicht im Singular gebraucht:
- n-àŋ(ù) „geh! (Mann)“ – nà ɗì „geh nicht!“
- n-ìkì(yà) „geht!“ – n-ìkì ɗì „geht nicht!“
- t-àŋ(ù) „iss!“ – tì ɗì „iss nicht!“

Weiter gibt es ein Verb máy (mask.) / táy (fem.) / sáy (pl.) „nicht sein“, das auch als negative Entsprechung zur Kopula ká fungiert. Hier steht zusätzlich ɗì:
- àm máy ɗì „er ist nicht da“
- nàʔ táy ɗì „sie ist nicht da“
- ísí sáy ɗì „sie sind nicht da“
- sà máy ɗì „niemand ist da“ (sà „Mensch“)

### Frage
Die Satzfrage wird durch ein Element sù am Satzende charakterisiert:
- nàʔ káʔà „sie ist dort“ – nàʔ ká sù „ist sie dort?“
- àm mì múl-là sù „ist er der Chef?“

àŋ búsá wà sù
du Tag-verbringen PERF FRAGE
„hast du den Tag (gut) verbracht?“
Das Element sù kann auch fehlen, und die Frage ist dann nur an der Satzintonation kenntlich.
Alle Fragewörter enden auf eine Silbe gé, z. B. gì-gé „wer?“, mì-gé „was?“, rì-gé „wo?“, tì-gé „wie?“, gà-gé „wieviel?“. Das Fragewort muss immer am Ende des Satzes stehen:
vúl-ák-kà gì-gé
geben(Perf.)-dir-es wer
„wer hat es dir gegeben?“
àŋ ná rì-gé
du gehen(Imperfekt) wo
„wohin gehst du?“
àŋ bùr bòŋòr gà-gé
du Nacht-verbringen(Imperfekt) Bongor(Stadt) wieviel
„wie lange bleibst du in Bongor?“

### Fokussierung
Häufiger als im Deutschen wird im Masa ein Satzglied explizit als fokussiert gekennzeichnet. Das fokussierte Satzglied steht am Satzende und wird mit dem Restsatz durch die Kopula mì (mask.) / tì (fem.) / sì (plural) verbunden:
mùt-ùm sì sùm séhégé-nà
essen(Perfekt)-es sind Leute andere-ART
„wer es gegessen hat, das sind die anderen Leute“ / „DIE ANDEREN(betont) haben es gegessen“
Fragesätze mit Fragewort können entweder als Fokuskonstruktion gebildet werden oder (siehe oben) als Konstruktion mit derselben Wortstellung, aber ohne Kopula.

### Relativsatz
Relativsätze werden wie Adjektive konstruiert, werden also durch den Attributmarker má (mask.) / tá (fem.) / sá (plural) eingeleitet. Wenn nach deutschem Sprachgebrauch das Bezugssubstantiv einen Artikel haben sollte, so steht dieser im Masa am Ende der ganzen Phrase, also hinter dem Relativsatz:
cà tá àn d-áŋ k-àʔ-tà
Frau ATTR ich sagen(Perfekt)-dir über-sie-ART
„die Frau, von der ich dir erzählt habe“

## Wortschatz
Einige Elemente aus dem Grundwortschatz. Endvokale der Pausalform sind eingeklammert. Verben werden im Perfektstamm zitiert:
| Auge          | ìr(ì)   |
| drei          | ɦìdí    |
| eins          | kép(è)  |
| essen         | tì(ʔé)  |
| Frau          | cà(ʔà)  |
| fünf          | vàɬ(ì)  |
| geben         | vúl(à)  |
| gehen         | ná(ʔà)  |
| groß          | ŋòl(ò)  |
| gut           | ŋàà(ʔà) |
| Hand          | ɓá(ʔà)  |
| hören         | hùm(á)  |
| Mann          | jùf(ù)  |
| Mund          | vùn(ù)  |
| Name          | sèm(è)  |
| sagen         | dí(ʔì)  |
| sehen, wissen | wì      |
| vier          | fíɗì    |
| Wasser        | nìy(ì)  |
| zwei          | màʔ     |

## Verweise
1. ↑  H. Tourneux 1990: Place du masa dans la famille tchadique. Wien: Afro-Pub
2. ↑  Shryock 1997: „The classification of the Masa group of languages“, in Studies in African Linguistics 26: 29–62
3. ↑  Andere Fälle sind nicht dokumentiert.
4. ↑  Mehrere Personen oder Dinge zusammen ohne genaue Unterscheidung, ob sie stehen, sitzen oder liegen.